# Berge (Neu-Eichenberg)
Berge is een deel van de gemeente Neu-Eichenberg in het district Werra-Meißner-Kreis in het noorden van Hessen in Duitsland. 
Berge is een van oorsprong Hoogduits sprekende plaats, en ligt aan de Uerdinger Linie. 